# Pitagora di Efeso
Pitagora di Efeso (Efeso, ... – VI secolo a.C.) è stato un politico greco antico.
Verso la prima metà del VI secolo a.C. rovesciò il governo democratico di Efeso proclamandosene tiranno. Celebre per il suo malgoverno, per mettere fine ad una grande pestilenza costruì un tempio ad Apollo.